# Страцинско-Кумановская операция
Страцинско-Кумановская операция (болг. Страцинско-Кумановска операция) — наступательная операция болгарской армии во время Второй мировой войны, проводившаяся с 8 октября по 14 ноября 1944 года против войск Третьего Рейха, оборонявших долину реки Вардар. Проводилась параллельно с Нишской и Брегальницко-Струмицкой операциями и завершилась победой войск Болгарии.

## Ход операции
Целью операции было предотвращение попытки отхода группы армий «E» вермахта из Греции в Восточную Европу. Болгария начала наступление 8 октября и в тот же день заняла Криву-паланку. Ожесточённые бои велись за хребет Стражин (18 октября) и Страцин, который был взят 25 октября парашютистами. К 11 ноября близ Куманово и на реке Пчине были разгромлены части вермахта, а 13 и 14 ноября болгарские части вошли в Скопье и освободили город. Логическим продолжением операции стала Косовская операция, в ходе которой 19 ноября болгарами была освобождена Приштина.